# Emilia Pérez
Emilia Pérez es una película musical francesa de 2024, escrita y dirigida por Jacques Audiard. La película es una coproducción internacional entre Francia y Bélgica. Está protagonizada por Zoe Saldaña junto a Karla Sofía Gascón, Adriana Paz, Selena Gomez y Édgar Ramírez. La película se centra en Rita, una abogada infravalorada que decide trabajar con un temido jefe de un cartel para ayudarle a fingir su muerte y convertirse en la mujer que siempre soñó ser.
Se estrenó por primera vez el 18 de mayo de 2024 en la 77.ª edición del Festival de Cannes. La misma fue seleccionada para competir por la Palma de Oro en su sección de competencia principal, donde ganó el Premio del Jurado y su elenco femenino ganó colectivamente el premio a mejor actriz. Fue estrenada en cines por Pathé el 21 de agosto de 2024 con críticas positivas, y fue nombrada una de las 10 mejores películas de 2024 por el American Film Institute. El 7 de diciembre de 2024 ganó el Premio de Cine Europeo a la mejor película, mejor dirección (Audiard) y mejor actriz (Gascón). En la 82.ª edición de los Premios Globo de Oro, se convirtió en la segunda película más nominada de la historia, con diez nominaciones, ganando en las categorías de mejor película - comedia o musical, mejor actriz de reparto para Saldaña, mejor película en lengua no inglesa y mejor canción por «El mal». Gascón además hizo historia como la primera mujer trans en ser nominada a mejor actriz - comedia o musical. En los Premios BAFTA, la película recibió once nominaciones; incluyendo mejor película, mejor actriz para Gascón y mejor actriz de reparto para Saldaña y Gomez. En la 97.ª edición de los Premios Óscar, la película recibió un total de trece nominaciones, incluyendo mejor película, mejor película internacional representando a Francia, mejor dirección para Audiard, mejor actriz para Gascón y mejor actriz de reparto para Saldaña.
Emilia Pérez polarizó a los críticos a nivel internacional. En Europa, recibió elogios por sus actuaciones principales, problemáticas sociales, ambición, así como por la dirección de Audiard y la banda sonora de Camille. En contraste, la película fue mal recibida en América Latina, en especial México, siendo criticada por su pobre representación cultural, estereotipos, y el deficiente diálogo en español. Asimismo un gran número de espectadores de México y otras latitudes criticaron la forma en la que la película aborda temas sensibles como el narcotráfico, la crisis de desaparecidos y las Madres buscadoras.

## Argumento
Rita Mora Castro, una abogada de poca trayectoria en México, escribe la defensa de un caso de asesinato que involucra a la esposa de una figura prominente de los medios, yendo en contra de su conciencia para argumentar que la muerte fue un suicidio. Después de ganar el caso, Rita recibe una llamada anónima con una oferta misteriosa pero lucrativa. Reflexionando sobre su descontento, Rita acepta una reunión con la persona anónima en el puesto de periódicos. El cliente, que se revela como el capo del cartel de drogas Juan «Manitas» Del Monte, expresa el deseo de someterse de forma encubierta a una cirugía de afirmación de género, comenzando una vida nueva y auténtica.
Después de reunirse con médicos en Bangkok y Tel Aviv, Rita encuentra un cirujano que acepta realizar el procedimiento después de escuchar los recuerdos de Manitas sobre la disforia de género durante la infancia. Después del procedimiento, los hijos de Manitas y su esposa, Jessi, son trasladados a Suiza por su seguridad; Rita recibe una suma exorbitante de dinero, mientras que Manitas finge una muerte falsa y comienza una nueva vida bajo el nombre de Emilia Pérez.
Cuatro años después, en Londres, Rita se encuentra con Emilia, que quiere reunirse con sus hijos. Rita lleva a Jessi y a los niños a la Ciudad de México para vivir con Emilia, presentándola como una prima lejana de Manitas que se ha ofrecido como voluntaria para ayudar a criar a los niños. Jessi no reconoce a Emilia y se opone al acuerdo, y finalmente solo acepta regresar a México para reunirse con Gustavo Brun, un antiguo amante con quien tuvo una aventura durante los últimos años de su matrimonio.
Mientras se adaptan a su nueva vida en México, Rita y Emilia tienen un encuentro casual con la madre de un niño desaparecido, lo que hace que Emilia reflexione sobre su pasado criminal. Más tarde, Emilia acuesta a su hijo, y el hijo confiesa que todavía reconoce su olor. Arrepentida, Emilia utiliza sus conexiones con miembros del cartel encarcelados para crear una organización sin fines de lucro que identifica los cuerpos de las víctimas del cartel. Rita y Emilia colaboran en el crecimiento de la organización sin fines de lucro y en el reclutamiento de donantes, algunos de los cuales, señala Rita, son peligrosos y corruptos. Epifanía, una mujer cuyos restos de su marido abusivo fueron identificados por la organización sin fines de lucro, se reúne con Emilia para confirmar su muerte, y posteriormente las dos comienzan una relación.
Mientras tanto, Jessi continúa reavivando su relación con Gustavo y le revela a Emilia que los dos planean casarse y mudarse con la familia a un nuevo hogar. Cuando Emilia se refiere a los niños como «míos» y se vuelve físicamente agresiva, Jessi huye con los niños. Después de que Emilia le corta la mesada a Jessi y amenaza a Gustavo para que se vaya de México, Jessi y Gustavo secuestran a Emilia y exigen un rescate a Rita. Al llegar al lugar designado, Rita intenta negociar con Gustavo, pero se produce un tiroteo con el equipo de seguridad que Rita ha contratado y traído para rescatar a Emilia. Emilia finalmente revela su verdadera identidad a Jessi al contar detalles íntimos de su primer encuentro y el día de su boda. Gustavo y una Jessi confundida cargan a Emilia en el maletero y se van, pero a medida que Jessi se da cuenta lentamente de lo que ha sucedido, se siente culpable y le ordena a Gustavo que se detenga, apuntándolo con una pistola. Mientras los dos luchan por el arma, el vehículo se desvía de la carretera, matando a Gustavo, Jessi y Emilia.
Entre lágrimas, Rita informa a los hijos de Jessi de lo sucedido y se ofrece a ser su tutora. Epifanía marcha por la calle cantando el panegírico de Emilia y celebrando su lucha por la verdad y la libertad.

## Reparto
- Zoe Saldaña como Rita Mora Castro, abogada contratada por «Manitas» Del Monte.
- Karla Sofía Gascón como Emilia Pérez/Juan «Manitas» Del Monte,[8] famoso líder de un cártel de drogas que quiere someterse encubiertamente a una cirugía de afirmación de género.
- Selena Gomez como Jessica «Jessi» Del Monte, esposa de Manitas y madre de dos hijos, fue criada en los Estados Unidos.
- Adriana Paz como Epifanía Flores, pareja de Emilia.
- Édgar Ramírez como Gustavo Brun, amante de Jessi.
- Mark Ivanir como Dr. Wasserman,[9] médico que realiza la cirugía de reasignación de género de Manitas.
- Jonas Paz-Benavides como periodista.[9]
- Daniel Velasco Acosta como Édgar.
- Sébastien Fruit como El Flaco.
- Luis Alberto Restrepo Navarro como oficial de policía orientador en la fundación ¡La Lucecita!.

## Producción

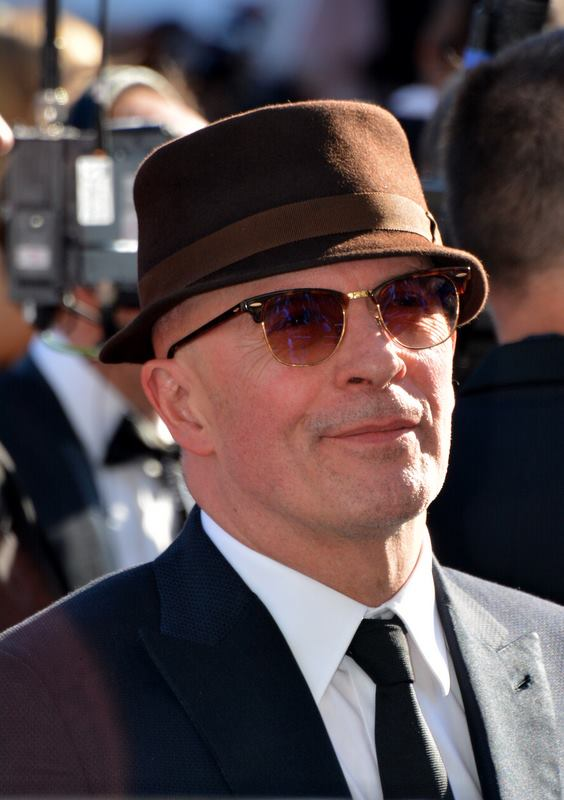
Jacques Audiard se encargó de dirigir y componer algunas canciones de la película

### Desarrollo
En enero de 2022, Télérama lanzó un programa de cinco episodios que cubre en detalle el proceso de preproducción de Jacques Audiard. Se puede ver como Audiard desarrolló el guion a partir de lo que originalmente estaba destinado a ser un libreto de ópera en cuatro actos. El personaje principal se inspiró en un capítulo de la novela de Boris Razon de 2018 Écoute. Emilia Pérez marca la primera vez que Audiard escribe una película solo. El coguionista anterior Thomas Bidegain se desempeña como colaborador creativo.
Clément Ducol compuso la banda sonora original, mientras que la cantante francesa Camille escribió las canciones originales, con la ayuda de un traductor mexicano, y actuó en el demo. Damien Jalet coreografió las secuencias musicales. Anthony Vaccarello, de la casa de moda Yves Saint Laurent, creó el vestuario.

### Rodaje
La producción iba a comenzar inicialmente en otoño de 2022, pero se retrasó seis meses debido a diversos conflictos de programación con los miembros del elenco. Originalmente estaba previsto que se llevara a cabo en localizaciones en México, pero se trasladó a un estudio cerca de París, de acuerdo con los deseos de Audiard. Las escenas interiores incluyeron una reconstrucción de un «auténtico telón de fondo mexicano». Audiard afirmó que el entorno del estudio le brindaría la capacidad de «producir más forma» y le daría «más libertad para las partes que se cantan y coreografían».
La fotografía principal comenzó en mayo de 2023 en la región de Isla de Francia, antes de finalizar el 5 de julio de 2023.
La película está producida por Pascal Caucheteux a través de su compañía «Why Not Productions», y también por Audiard y Valérie Schermann a través de su compañía «Page 114»; en coproducción con Pathé, France 2 Cinéma y Saint Laurent Productions de Vaccarello, una división de Yves Saint Laurent.

## Música

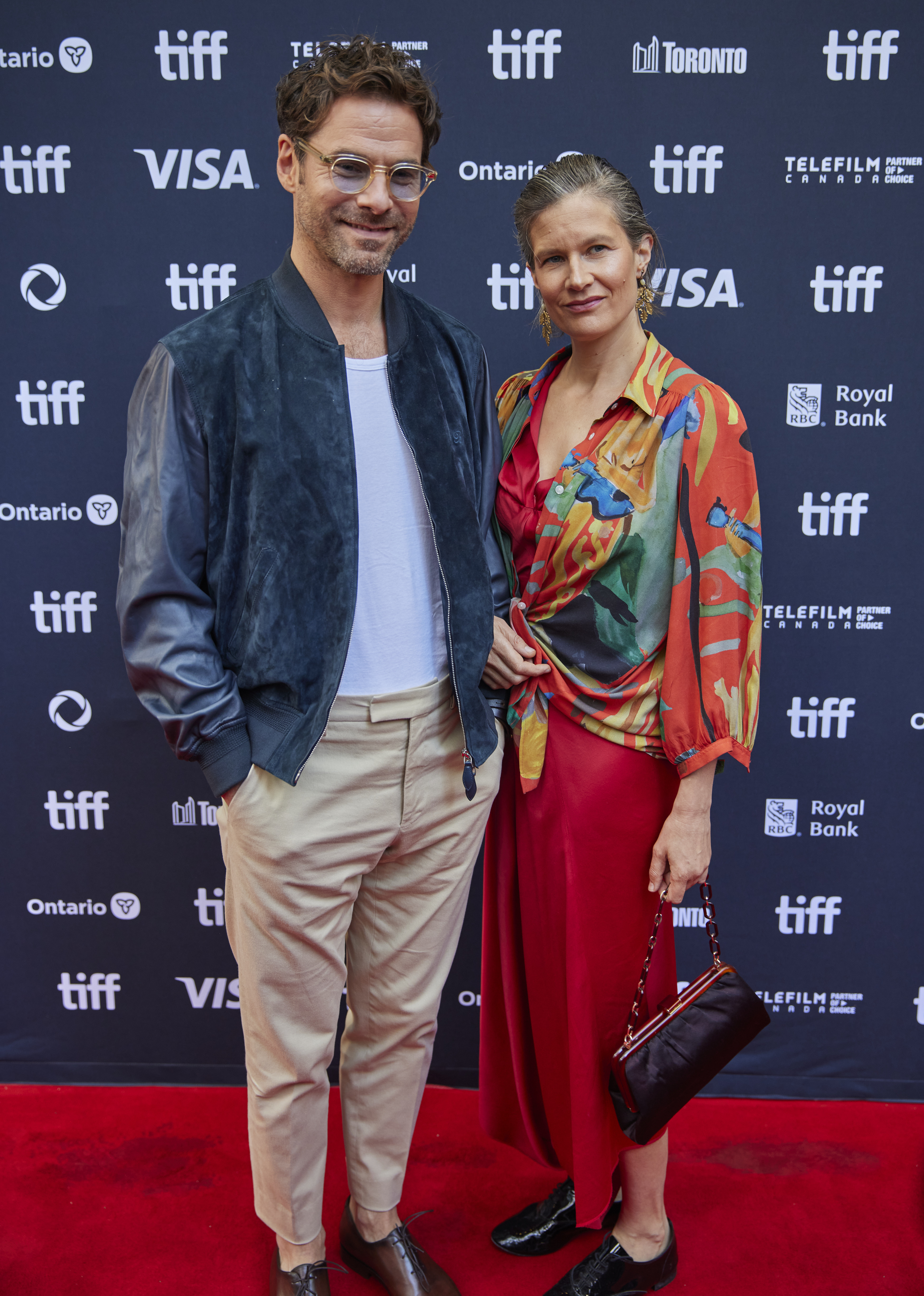
Los compositores Clément Ducol y Camille Dalmais en el Festival de Cine de Toronto de 2024

El álbum de la banda sonora incluye las canciones originales de la película interpretadas por los miembros del elenco Zoe Saldaña, Karla Sofía Gascón, Selena Gomez, Mark Ivanir, Adriana Paz y otros, así como la banda sonora original compuesta por Clément Ducol y Camille. La banda sonora se lanzó digitalmente por primera vez el 31 de octubre de 2024 por Sony Masterworks. Un video musical de Gómez interpretando la canción «Mi Camino» fue lanzado en la misma fecha. Un EP con una selección de cinco canciones de la banda sonora: «El Alegato», «Para», «Papá», «El Mal» y «Las Damas que Pasan», se lanzó anteriormente el 5 de septiembre de 2024.
| Emilia Pérez (Original Motion Picture Soundtrack) |                                   |                                             |          |  |
| N.º                                               | Título                            | Intérprete                                  | Duración |  |
| 1.                                                | «El Alegato»                      | Zoe Saldaña                                 | 3:33     |  |
| 2.                                                | «Todo y Nada»                     | Zoe Saldaña                                 | 2:16     |  |
| 3.                                                | «El Encuentro»                    | Karla Sofía Gascón                          | 1:13     |  |
| 4.                                                | «La Vaginoplastia»                | Zoe Saldaña                                 | 2:34     |  |
| 5.                                                | «Lady»                            | Zoe Saldaña y Mark Ivanir                   | 2:46     |  |
| 6.                                                | «Deseo»                           | Camille y Karla Sofia Gascón                | 2:34     |  |
| 7.                                                | «Por Casualidad»                  | Camille, Karla Sofia Gascón y Zoe Saldaña   | 2:06     |  |
| 8.                                                | «Bienvenida»                      | Selena Gomez                                | 2:14     |  |
| 9.                                                | «Mis Siete Hermanas y Yo»         | Xiomara Ahumada Quito                       | 1:49     |  |
| 10.                                               | «Papá»                            | Juan Pablo Monterrubio y Karla Sofia Gascón | 2:22     |  |
| 11.                                               | «Para»                            | Aitza Terán e Iván Ruiz de Velasco          | 2:49     |  |
| 12.                                               | «El Mal»                          | Camille, Zoe Saldaña y Karla Sofia Gascón   | 3:38     |  |
| 13.                                               | «El Amor»                         | Camille, Karla Sofia Gascón y Adriana Paz   | 3:26     |  |
| 14.                                               | «Mi Camino»                       | Selena Gomez                                | 3:44     |  |
| 15.                                               | «Perdóname»                       | Camille y Karla Sofia Gascón                | 2:14     |  |
| 16.                                               | «Las Damas que Pasan»             | Adriana Paz                                 | 4:07     |  |
| 17.                                               | «Fierro Viejo» (versión corta)    | Camille                                     | 1:10     |  |
| 18.                                               | «El Alegato» (versión para piano) | Camille, Zoe Saldaña y Karla Sofia Gascón   | 1:30     |  |
| 19.                                               | «Subiendo (Parte 1)»              | Camille y Clément Ducol                     | 2:29     |  |
| 20.                                               | «Fierro Viejo / La Ciudad»        | Camille                                     | 1:47     |  |
| 21.                                               | «Fantasmas»                       | Camille                                     | 0:25     |  |
| 22.                                               | «El Rapto»                        | Camille y Clément Ducol                     | 1:52     |  |
| 23.                                               | «Claroscuro (Parte 1)»            | Clément Ducol                               | 2:01     |  |
| 24.                                               | «Claroscuro (Parte 2)»            | Karla Sofia Gascón y Mark Ivanir            | 1:54     |  |
| 25.                                               | «El Rayo»                         | Clément Ducol                               | 0:38     |  |
| 26.                                               | «El Despertar»                    | Camille                                     | 1:44     |  |
| 27.                                               | «Subiendo (Parte 2)»              | Camille                                     | 2:04     |  |
| 28.                                               | «Cara a Cara»                     | Clément Ducol                               | 1:05     |  |
| 29.                                               | «Desire» (versión alternativa)    | Camille                                     | 1:32     |  |
| 30.                                               | «El Reclutamiento»                | Camille y Clément Ducol                     | 1:44     |  |
| 31.                                               | «Disonancia (Parte 1)»            | Camille                                     | 1:01     |  |
| 32.                                               | «Disonancia (Parte 2)»            | Karla Sofia Gascón                          | 2:26     |  |
| 33.                                               | «La Pelea»                        | Camille y Clément Ducol                     | 2:22     |  |
| 34.                                               | «El Trio»                         | Karla Sofia Gascón y Zoe Saldaña            | 2:04     |  |
| 35.                                               | «3 Dedos»                         | Camille y Clément Ducol                     | 2:04     |  |
| 36.                                               | «Beatificación (Parte 1)»         | Camille y Clément Ducol                     | 5:04     |  |
| 37.                                               | «Beatificación (Parte 2)»         | Camille y Clément Ducol                     | 2:19     |  |
| 38.                                               | «El Fuego»                        | Camille                                     | 1:35     |  |
| 39.                                               | «Desire»                          | Camille                                     | 2:06     |  |
| 40.                                               | «Subiendo» (versión de cuerda)    | Clément Ducol                               | 1:05     |  |
| 41.                                               | «Subiendo» (versión corta)        | Camille                                     | 1:01     |  |
| 42.                                               | «Desire» (versión de cuerda)      | Clément Ducol                               | 1:53     |  |
| 43.                                               | «Desire» (versión corta)          | Camille, Yadam y Paloma Pradal              | 1:58     |  |

## Estreno

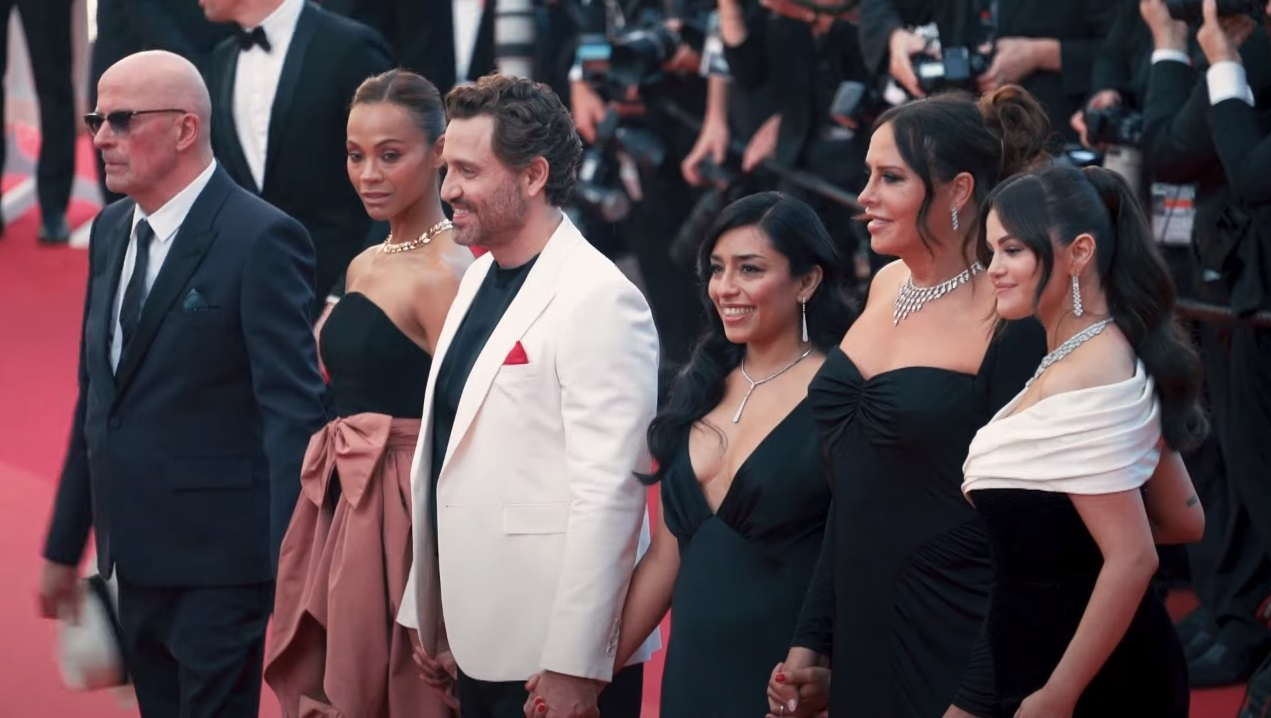
El elenco de la película en la alfombra roja del Festival de Cannes

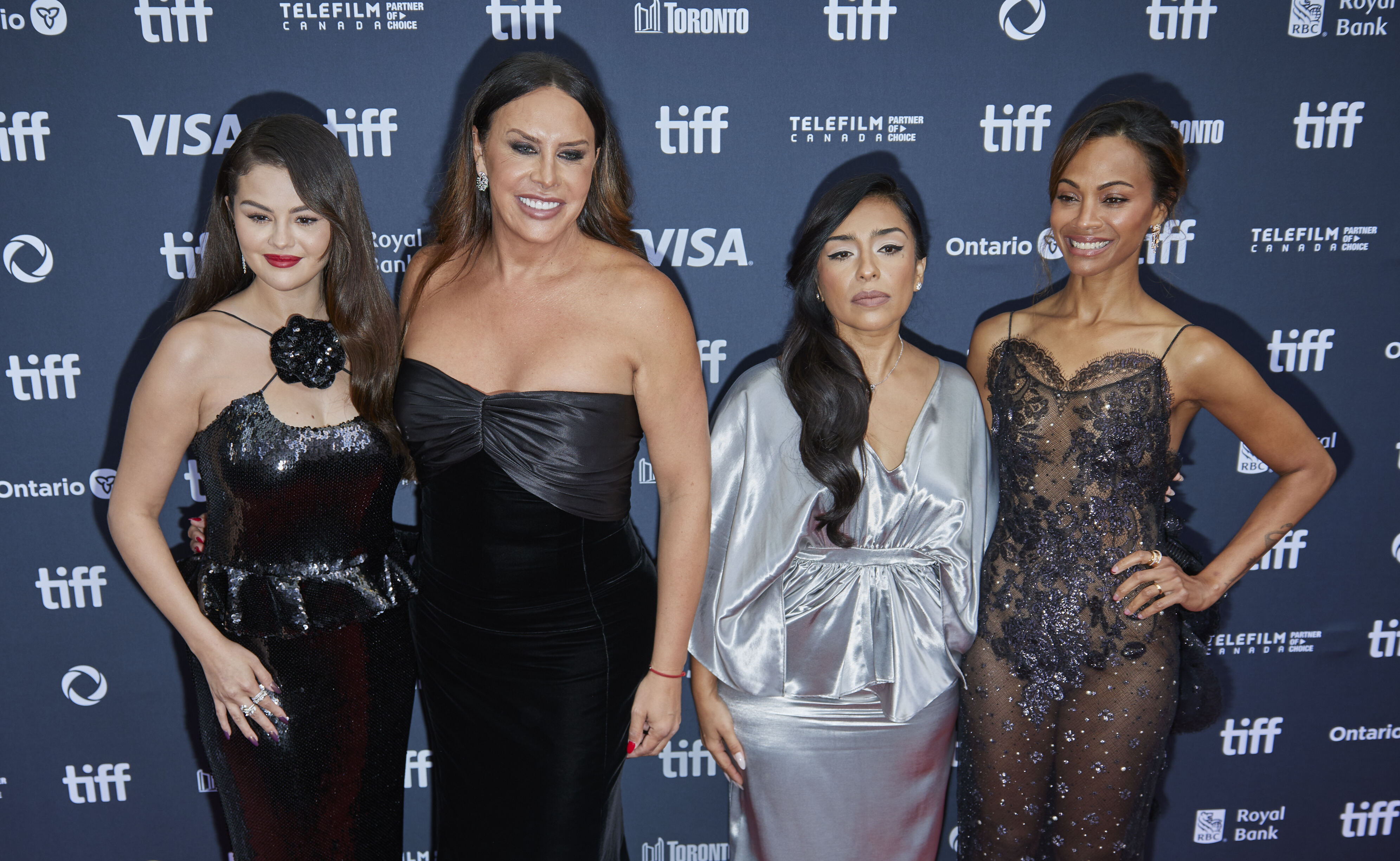
Elenco femenino de la película en el Festival de Cine de Toronto (2024)

Fue seleccionada para competir por la Palma de Oro en el Festival Internacional de Cine de Cannes de 2024, donde tuvo su estreno mundial el 18 de mayo de 2024 y obtuvo una ovación de pie de 9 minutos al final de su proyección. La película tuvo su estreno en Estados Unidos a través de Netflix, el 13 de noviembre de 2024.
| Fechas de estreno (Fuente: IMDb). |                                                                                               |             |                                                                             |
| País                              | Fecha de estreno                                                                              | País        | Fecha de estreno                                                            |
| Francia                           | 18 de mayo de 2024 Festival de Cannes                                                         | Bélgica     | 29 de junio de 2024 Festival de Bruselas                                    |
| Estados Unidos                    | 30 de agosto de 2024 Festival de Cine de Telluride                                            | Canadá      | 9 de septiembre de 2024 Festival de Cine de Toronto                         |
| España                            | 20 de septiembre de 2024 Festival de San Sebastián                                            | Brasil      | 3 de octubre de 2024 Festival de Río de Janeiro 30 de enero de 2025 (cines) |
| Corea del Sur                     | 5 de octubre de 2024 Festival de Busan                                                        | Reino Unido | 11 de octubre de 2024 Festival de Londres                                   |
| Irlanda                           | 25 de octubre de 2024                                                                         | Indonesia   | 1 de noviembre de 2024                                                      |
| Portugal                          | 10 de noviembre de 2024                                                                       | Japón       | 13 de noviembre de 2024                                                     |
| México                            | 13 de noviembre de 2024 Festival Internacional de Cine de Morelia 23 de enero de 2025 (cines) | Suecia      | 14 de noviembre de 2024 Festival de Estocolmo                               |
| Argentina                         | 21 de noviembre de 2024 Festival de Cine de Mar del Plata 23 de enero de 2025 (cines)         | Alemania    | 28 de noviembre de 2024                                                     |
| Italia                            | 9 de enero de 2025                                                                            | Finlandia   | 10 de enero de 2025                                                         |

## Recepción

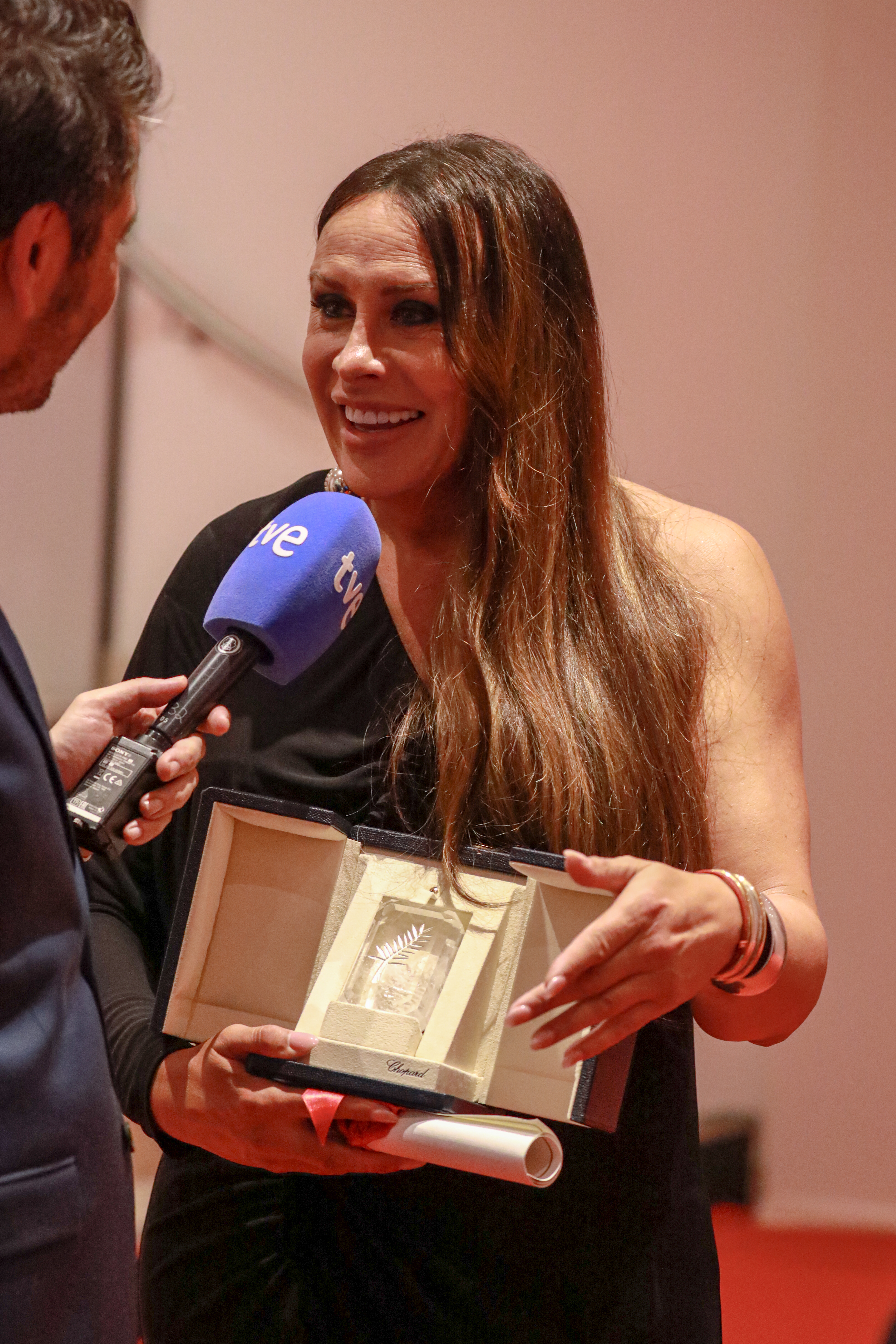
La actriz Karla Sofía Gascón con el Premio del Festival de Cannes a la mejor actriz

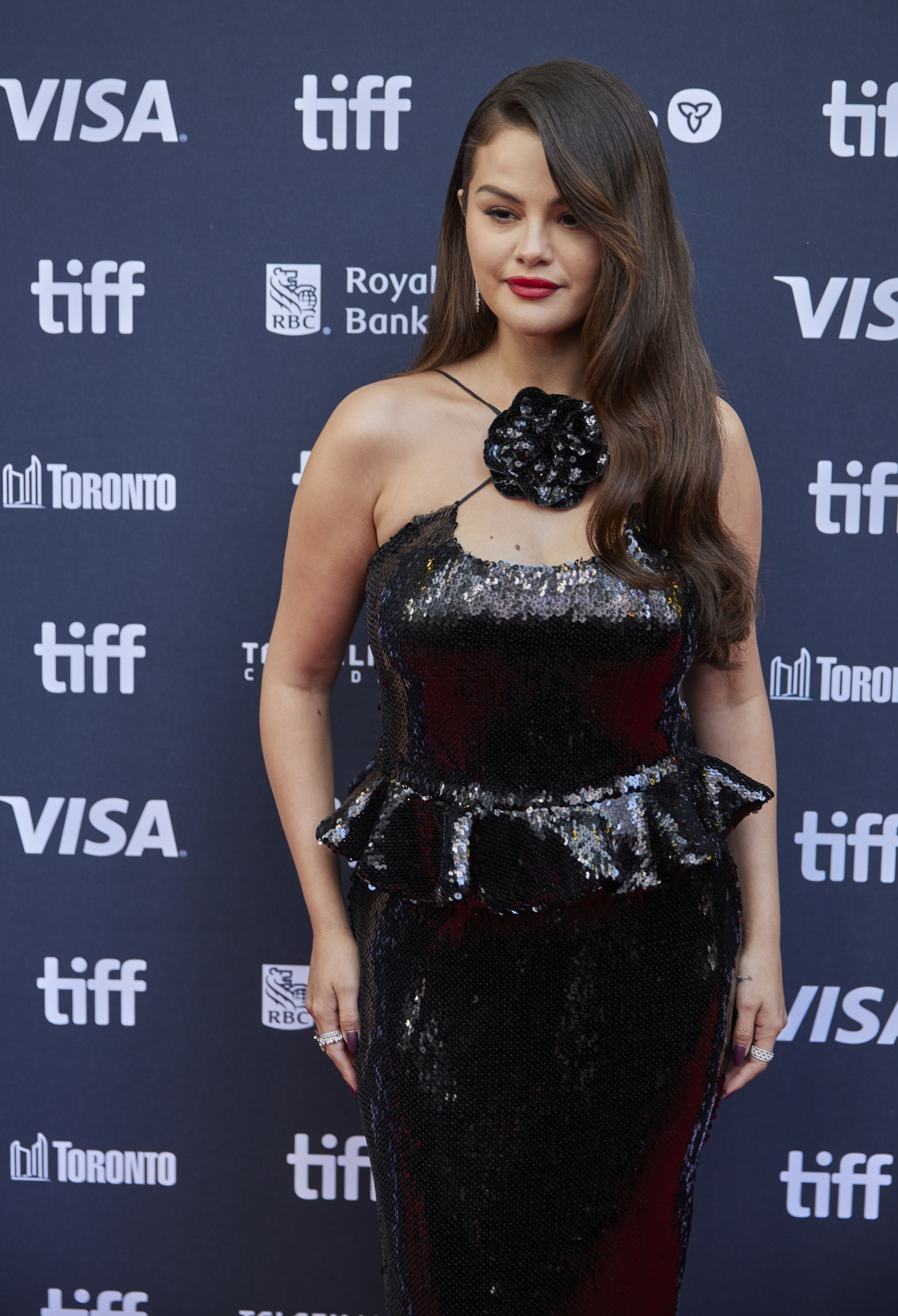
La interpretación de Selena Gomez recibió controversias y críticas mixtas, pero fue nominada en los Premios Globos de Oro y en los Premios BAFTA en la categoría de Actriz de Reparto

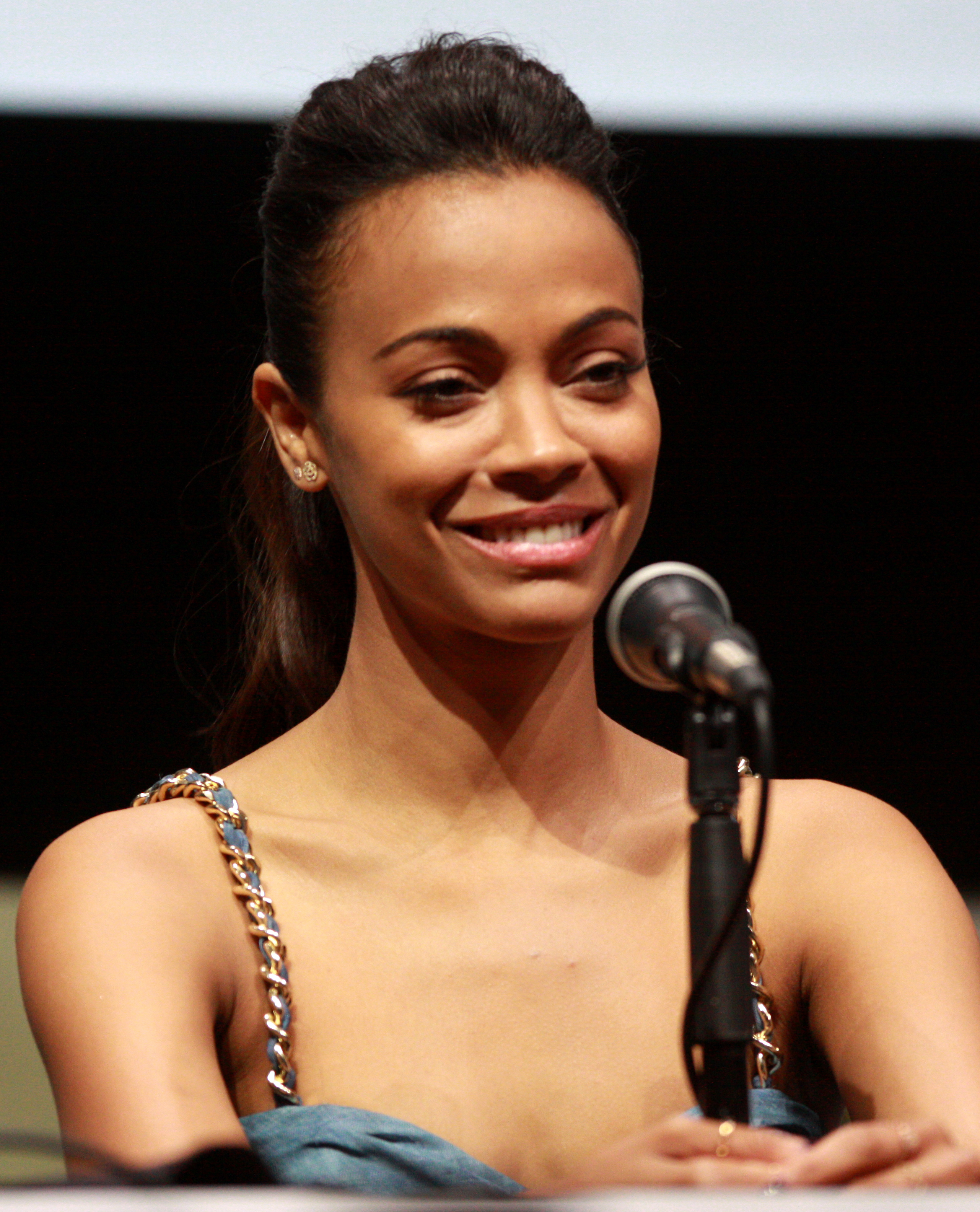
Zoe Saldaña obtuvo el Globo de Oro a la mejor actriz de reparto y ganó en los Premios Óscar y Premios BAFTA en la misma categoría

### Crítica
En Rotten Tomatoes, la película tiene un índice de aprobación del 74% según 243 reseñas, con una calificación promedio de 6,9/10. En Metacritic, la película tiene una puntuación promedio ponderada de 72 sobre 100, basada en 12 críticas que indican críticas «generalmente favorables». En AlloCiné, la película recibió una calificación promedio de 4.1 de 5 estrellas, basada en 38 reseñas de críticos franceses.
A pesar de los elogios por parte de la industria cinematográfica, también ha recibido críticas negativas. El crítico Jorge Negrete, de Cine Premiere, le dio una estrella y media, declarando que es «una visión artificial de México» y que «reabre el debate del tipo de visión que los festivales internacionales buscan de la «realidad» latinoamericana. Es la conformación de una visión estereotípica de problemas profundos». El crítico J. Alejandro Becerra, de Palomita de Maíz, la concibió como carnada para votantes de premios internacionales, comparándola con las previas ganadoras del Óscar a Mejor Película Coda (2021) y Green Book (2018). Para La Estatuilla, Jorge Espinoza Lasso escribió que «la cinta tiene un acercamiento completamente insensible al tema de los desaparecidos». Ricardo Gallegos, crítico mexicano de But Why Tho, declaró la película busca hacernos empatizar con una persona trans para que se olvide el racismo presente en su narrativa, y que Audiard humaniza los crímenes de los narcos mientras hace un espectáculo del dolor que provocaron.

### Respuesta de la industria
Los cineastas Taylor Hackford y Denis Villeneuve nombraron a la película como una de sus películas favoritas de 2024. James Cameron, quien trabajó con Zoe Saldaña en las películas de Avatar, elogió la película, calificándola de «audaz» y «atrevida». La actriz Emily Blunt llamó a la película «una experiencia singular». Meryl Streep elogió la película y la actuación de Gómez, describiéndola como «hermosa, manchada, sensual, increíble». Por otro lado, el director Guillermo del Toro, también mexicano, se dirigió a Jacques Audiard durante una rueda de prensa y elogió su trabajo: «Es hermoso ver una película que es cine», mientras que la directora mexicana Issa López calificó a Emilia Pérez como una «obra maestra», y resaltó que Audiard, al retratar la violencia en México, «lo hizo mejor que ningún mexicano.» El director estadounidense Michael Mann la llamó una «obra maestra contemporánea». Madonna, América Ferrera, Daisy Ridley, Eva Longoria y Jason Reitman y otras figuras de la industria también han expresado su admiración por la película.
Los directores Paul Schrader, Maggie Betts, RJ Cutler, Drew Goddard, Michael Gracey, y Nicole Holofcener enumeraron la película como una de sus favoritas de 2024.
El director de fotografía mexicano Rodrigo Prieto cuestionó la poca inclusión de mexicanos en la producción de la cinta y opinó negativamente acerca del producto final: «[...] me ofendió que una historia así se retratara de una manera que pareciera tan poco auténtica».
El comediante mexicano Eugenio Derbez, durante el programa de YouTube Fuera de foco, conducido por Gaby Meza, dijo que la actuación de Selena Gomez en la cinta era «indefendible» porque la actriz tiene un pobre manejo del español. Gomez respondió que entendía la crítica de Derbez y añadió: «Lamento haber hecho lo mejor que pude con el tiempo que me dieron. Eso no quita el esfuerzo y el amor que puse para esta película».

### Comunidad LGBTQ
Miembros de la comunidad LGBTQ —incluidos críticos y organizaciones de defensa de derechos— fueron mucho más críticos. En declaraciones para el programa Pop Culture Happy Hour de la NPR, la crítica Reanna Cruz dijo que «parecía que el cineasta estaba pintando a las mujeres trans como mentirosas», mientras que GLAAD lo calificó como «una representación profundamente retrógrada de una mujer trans». Drew Burnett Gregory, que escribe para Autostraddle, preguntó: «¿Cuántas veces tienen que aprender las personas sobre nosotros antes de que una representación como esta les suene tan falsa como a mí?». Los editores de la revista estadounidense LGBT Them afirmaron que la película perpetúa una idea de «transgénero completamente ajena a la imaginación cis». Juan Barquín, de Little White Lies, declaró que Audiard no sale de tropos transfóbicos y esencialistas de género, además de no tener consistencia estructural en sus números musicales.

### Realidad mexicana
Emilia Pérez ha sido duramente criticada en México y en Latinoamérica. La película fue la cinta inaugural en el Festival de Cine de Morelia en octubre de 2024, donde tuvo un público limitado, y se estrenó en los cines mexicanos el 23 de enero de 2025, recaudando 9.4 millones de pesos en su primer fin de semana. Previo a su estreno nacional, Audiard y la actriz Adriana Paz iban a presentar la película en un evento especial en la Cineteca Nacional, con la presencia de estudiantes de la Universidad Autónoma Metropolitana (UAM) Azcapotzalco, pero ambos cancelaron su participación por «motivos de logística».
A grandes rasgos, ha sido motivo de controversia la ausencia de actores mexicanos en los papeles principales. En este sentido, algunas personas entendieron que la directora de casting, Carla Hool, sugería en unas declaraciones que había falta de talento en México como razón para que las actrices principales de la película no fueran mexicanas, pero Hool comentó lo siguiente: «Hicimos una gran búsqueda, estábamos abiertos, e hicimos una gran búsqueda en México, Estados Unidos, España, en toda América Latina [...], pero a fin de cuentas, los mejores actores [...] son los que están aquí, ¿verdad?», defendiendo la actuación de los actores seleccionados. Por contra, cabe resaltar que la actriz Adriana Paz, que interpreta a un personaje secundario, es mexicana.
Como crítica a la película, la directora mexicana trans Camila Aurora realizó el cortometraje satírico Johanne Sacreblú. La cinta se volvió viral en redes sociales, al grado que la revista Vanity Fair Francia la calificó como «venganza» de los mexicanos hacia la película, mencionando que el cortometraje usa todo tipo de clichés sobre el país, como las camisas de marinero, los bigotes, las baguettes, el mal olor de los franceses y la presencia de ratas en las calles, como contrapeso a los estereotipos mexicanos que dice presenta la película original. Para LA Times, el crítico estadounidense JP Brammer resaltó que el cortometraje critica la manera exótica y ofensiva con la que Hollywood representa a las comunidades latinoamericanas, usando estereotipos cargados.
Previo al estreno en México, y consciente de las críticas negativas por parte de ese público, Audiard ofreció una disculpa a las audiencias mexicanas en CNN en Español. Declaró:

«Si hay cosas que les parecen escandalosas a los mexicanos en Emilia, les pido perdón. El cine solamente plantea preguntas, y tal vez las preguntas que está planteando Emilia son incorrectas. A mí me parecieron interesantes y yo no quería ni quiero ser pretencioso. Yo tenía ganas de hablar de este tema con toda la delicadeza, modestia y empatía posible porque, por supuesto, yo sabía que ustedes los mexicanos un día iban a ver la película (de hecho, lo deseaba). Seguramente no se encontrarán con nada nuevo y a lo mejor hasta les parecerá que estoy sobrevolando la cuestión; si creen que lo hice con demasiada ligereza, les pido perdón. Pero debo decirles que me escandaliza el silencio fuera de México en torno a este problema».
Jacques Audiard

En ese mismo evento, Adriana Paz defendió a Audiard y al filme entre lágrimas, declarando que «me duele que la gente esté tomando el tema desde ese lugar y que estén violentando tanto. De verdad, yo no encuentro eso. Yo creo que Jacques es un persona cariñosa, respetuosa, quien ama a México y a quien le impactó muchísimo ese tema; como él dijo 'al día siguiente me impactó que nadie hablara de los 43 estudiantes que desaparecieron'».
En marzo de 2025, tuvo bastante repercusión la respuesta que otorgó Zoe Saldaña a la periodista mexicana Cristina Ibáñez, directora de Sensacine Latam, tras ganar el Óscar a mejor actriz por su papel en la película: «Debo decir que se han dicho muchas cosas sobre la película, sobre las personas transexuales, sobre empoderar a las mujeres, pero se ha hablado menos en relación a México, que es el corazón de la película, por lo que ¿qué dirías sobre esto, el corazón de la película, y sobre este asunto que es tan doloroso para nosotros los mexicanos?»:

«Lo primero de todo, siento profundamente que tú y tantos mexicanos se sintieran ofendidos. Nunca fue nuestra intención. Lo tratamos desde el cariño, y voy a defender eso. No comparto tu opinión. Para mí, el corazón de esta película no fue México. No hicimos una película sobre un país. Hicimos una película sobre cuatro mujeres. Y estas mujeres podrían haber sido ser rusas, dominicanas, afroamericanas, de Detroit, Israel o Gaza. Estas mujeres no dejan de ser mujeres universales que luchan todos los días por tratar de sobrevivir a la opresión sistemática [...] Estoy siempre abierta a sentarme con todos mis hermanos y hermanas mexicanos, y con amor y respeto, tener una conversación profunda sobre cómo Emilia Pérez podría haberse hecho mejor».
Zoe Saldaña

### Tratamiento del asunto del narcotráfico
Algunas personas resintieron la falta de «sensibilidad y contexto» sobre el tema del narcotráfico. Algunos periodistas e influencers mexicanos la calificaron de «narcomusical». También se criticó como una «caricatura insensible» que justifica a los narcotraficantes.
Tras ser cuestionada al respecto de la recepción de la película en México, aún sin haberse estrenado oficialmente en este país, la actriz mexicana Adriana Paz, parte del elenco de Emilia Pérez, defendió su trabajo y recordó que la película es un trabajo de ficción, argumentando que «[...] es una opereta en la que la gente canta y hace cosas que no haríamos en la realidad. Todas las opiniones son aceptables, lo que me parece feo es la violencia con la que se expresan».

### Declaraciones de Jacques Audiard
Diversas declaraciones del director de la película, Jacques Audiard, generaron controversia. En una entrevista daba a entender que no había estudiado el contexto mexicano en profundidad: «No, no estudié tanto. Lo que tenía que entender ya lo sabía un poco», aunque estas declaraciones, originalmente en francés, eran traducidas en el momento por otra persona.
En otra entrevista, Jacques Audiard afirmó que «el español es un idioma de países emergentes, de países modestos, de gente pobre y migrantes». Posteriormente, Audiard afirmó que sus comentarios fueron sacados de contexto y que, en realidad, siente un gran aprecio por el idioma español: «Lo que se ha dicho es lo contrario de lo que pienso».

### Declaraciones de Karla Sofía Gascón
Karla Sofía Gascón defendió vehemente la película en redes sociales y justificó el hecho de que las actrices no fueras mexicanas comparando la película con el Guernica de Picasso, lo cual muchos usuarios criticaron: «Se imaginan ustedes que a Picasso, después de pintar el Gernika [...], otros pintores contemporáneos le hubieran criticado por no ser del País Vasco, por apropiarse del dolor de las víctimas, por no reflejar la realidad con unas figuras totalmente distorsionadas, etcétera? ¿Ridículo verdad? Díganme ustedes qué cine, qué obras o qué se puede crear: no se pueden hacer películas románticas no sea que les siente mal a quienes no tienen pareja… La creación no tiene límites ni fronteras, la imaginación menos». Como respuesta, obtuvo comentarios negativos que rechazaban su interpretación como Emilia Pérez, pero también su identidad transgénero. Gascón ha vivido muchos años en México, pero al parecer eso no le valió el perdón de algunos. Ella reveló que recibió amenazas de muerte por parte de internautas.
Ante las críticas negativas en México, Karla Sofía Gascón declaró en su cuenta de X que el odio hacia la cinta era injustificado y llamó a sus críticos «gatos», un término ofensivo, y a quienes sí la alaban «mexicanos de bien». Días después, sugirió en esa misma red social que la críticas hacia la película son parte de un complot y discurso de odio en su contra, llegando a compararlas con el Holocausto. En una entrevista con un medio brasileño, Gascón aseguró que había una campaña en su contra impulsada por el equipo de Fernanda Torres, actriz brasileña protagonista de la película brasileña también premiada Aún estoy aquí. Internautas brasileños señalaron que Gascón estos comentarios le podrían poner en peligro su nominación al Óscar, ya que dentro de sus reglas se plantea que «no se tolerará ninguna comunicación pública por parte de cualquier persona asociada con una película elegible que intente arrojar algo negativo sobre una película competidora». A partir de ese comentario, usuarios de X sacaron a la luz otros comentarios polémicos que Gascón realizó en esta red social entre 2020 y 2021.
En enero de 2025, se reveló que Gascón había publicado tuits racistas e islamófobos en su cuenta de Twitter, también atacando a George Floyd y a la diversidad en los Premios Óscar.
Estos comentarios provocaron la reacción del público, lo que acabó llamando la atención de Gascón. Esta pidió disculpas por sus tuits y más tarde eliminó su cuenta de esta red social. La eliminación de su cuenta provocó más reacciones, sobre todo porque muchas personas consideraron que sus disculpas eran básicas y vacías. Organizó una entrevista televisiva de una hora con CNN en español, en la que se emocionó y repitió que no era racista y comparó su lucha con la de la comunidad negra.
Tras estas declaraciones, Netflix decidió no seguir financiando la presencia de Gascón en los eventos de promoción de la película y publicó un nuevo póster promocional, centrado en las numerosas victorias y nominaciones de la película, en el que Gascón no aparecía.
Jacques Audiard declaró que ya no estaba en contacto con Gascón tras sus disculpas. Tras los comentarios de Audiard, Gascón publicó un comunicado en Instagram, afirmando que daría un paso atrás, esperando que su silencio «permitiera que la película fuera apreciada por lo que es, una hermosa oda al amor y a la diferencia» y reiterando sus disculpas por los tuits que había publicado.
Gascón tampoco acudió a la gala de los Premios Goya, y la polémica en torno a sus declaraciones estuvo presente durante todo el evento. Aunque no mencionó directamente a Gascón, el artista C. Tangana pronunció unas palabras que fueron interpretadas como una referencia a la situación de la actriz: «Quiero hablar sobre la comprensión y sobre el perdón. Yo me equivoco constantemente y pido perdón constantemente. Y vosotros también. Seamos comprensivos: cuanto mayor es el error, más necesitamos el perdón de los demás». En la alfombra roja, diversas personalidades del cine español también comentaron lo sucedido. El director Juan Antonio Bayona manifestó su tristeza por la situación, calificándola de «linchamiento», y destacó la calidad de la película Emilia Pérez.
En febrero, tras comentarse en los medios que había sido víctima de la cultura de la cancelación, se anunció que Gascón asistiría tanto a la 50ª edición de los Premios César como a la 97ª edición de los Premios Óscar y que Netflix seguiría financiando sus apariciones.
El 10 de marzo, Gascón recibió el premio de la Unión de Actores y Actrices de España a Mejor Actriz en Producción Internacional por Emila Pérez.
El 20 de marzo saltó de nuevo a la palestra en la presentación de su libro en España, Lo que queda de mí, afirmando: «Soy menos racista que Gandhi y menos de Vox que Echenique».

### Premios y nominaciones
Emilia Pérez compitió para seleccionar por la Palma de Oro en el Festival de Cannes y finalmente obtuvo el Premio del Jurado y el Premio a la mejor actriz para Karla Sofía Gascón, Selena Gomez, Zoe Saldaña y Adriana Paz. Ha recibido diez nominaciones en los Premios Globos de Oro, convirtiéndose en la segunda película con más candidaturas de la historia.
A continuación, se muestra un resumen de los premios y nominaciones obtenidos por el filme:
| Premio                                                | País           | Fecha de ceremonia       | Categoría                                      | Nominado/a                                                                                        | Resultado   | Ref.          |
| ----------------------------------------------------- | -------------- | ------------------------ | ---------------------------------------------- | ------------------------------------------------------------------------------------------------- | ----------- | ------------- |
| Festival de Cannes                                    | Francia        | 25 de mayo de 2024       | Palme d'Or                                     | Jacques Audiard                                                                                   | Nominado    | [ 79 ]        |
| Festival de Cannes                                    | Francia        | 25 de mayo de 2024       | Queer Palm                                     | Jacques Audiard                                                                                   | Nominado    | [ 80 ]        |
| Festival de Cannes                                    | Francia        | 25 de mayo de 2024       | Premio del Jurado                              | Jacques Audiard                                                                                   | Ganador     |               |
| Festival de Cannes                                    | Francia        | 25 de mayo de 2024       | Premio a la mejor actriz                       | Karla Sofía Gascón, Selena Gomez, Zoe Saldaña, Adriana Paz                                        | Ganadoras   | [ 81 ]        |
| Festival de Cannes                                    | Francia        | 25 de mayo de 2024       | Banda sonora (14.º premio Cannes Soundtrack)   | Camille y Clément Ducol                                                                           | Ganadores   | [ 82 ]        |
| Premios del Cine Europeo                              | Unión Europea  | 7 de diciembre de 2024   | Mejor película                                 | Emilia Pérez                                                                                      | Ganadora    | [ 83 ]        |
| Premios del Cine Europeo                              | Unión Europea  | 7 de diciembre de 2024   | Mejor dirección                                | Jacques Audiard                                                                                   | Ganador     | [ 83 ]        |
| Premios del Cine Europeo                              | Unión Europea  | 7 de diciembre de 2024   | Mejor actriz                                   | Karla Sofía Gascón                                                                                | Ganadora    | [ 83 ]        |
| Premios Globo de Oro                                  | Estados Unidos | 5 de enero de 2025       | Mejor película - Comedia o musical             | Emilia Pérez                                                                                      | Ganadora    | [ 84 ]        |
| Premios Globo de Oro                                  | Estados Unidos | 5 de enero de 2025       | Mejor actriz - Comedia o musical               | Karla Sofía Gascón                                                                                | Nominada    | [ 84 ]        |
| Premios Globo de Oro                                  | Estados Unidos | 5 de enero de 2025       | Mejor actriz de reparto                        | Selena Gomez                                                                                      | Nominada    | [ 84 ]        |
| Premios Globo de Oro                                  | Estados Unidos | 5 de enero de 2025       | Mejor actriz de reparto                        | Zoe Saldaña                                                                                       | Ganadora    | [ 84 ]        |
| Premios Globo de Oro                                  | Estados Unidos | 5 de enero de 2025       | Mejor director                                 | Jacques Audiard                                                                                   | Nominado    | [ 84 ]        |
| Premios Globo de Oro                                  | Estados Unidos | 5 de enero de 2025       | Mejor guion                                    | Jacques Audiard                                                                                   | Nominado    | [ 84 ]        |
| Premios Globo de Oro                                  | Estados Unidos | 5 de enero de 2025       | Mejor película en habla no inglesa             | Emilia Pérez                                                                                      | Ganadora    | [ 84 ]        |
| Premios Globo de Oro                                  | Estados Unidos | 5 de enero de 2025       | Mejor canción original                         | «El Mal»                                                                                          | Ganadora    | [ 84 ]        |
| Premios Globo de Oro                                  | Estados Unidos | 5 de enero de 2025       | Mejor canción original                         | «Mi Camino»                                                                                       | Nominada    | [ 84 ]        |
| Festival de Sevilla                                   | España         | 16 de noviembre de 2024  | Puerta América                                 | Emilia Pérez                                                                                      | Nominada    | [ 85 ]        |
| St. Louis Film Critics Association                    | Estados Unidos | 15 de diciembre de 2024  | Mejor Actriz de Reparto                        | Zoe Saldaña                                                                                       | Nominada    | [ 86 ]        |
| St. Louis Film Critics Association                    | Estados Unidos | 15 de diciembre de 2024  | Mejor Película Internacional                   | Emilia Pérez                                                                                      | Nominada    | [ 86 ]        |
| Festival de Cine de Estocolmo                         | Suecia         | 19 de noviembre de 2024  | FIPRESCI                                       | Emilia Pérez                                                                                      | Ganadora    | [ 87 ] [ 88 ] |
| Festival de Cine de Estocolmo                         | Suecia         | 19 de noviembre de 2024  | Premio de Audiencia                            | Emilia Pérez                                                                                      | Ganadora    | [ 87 ] [ 88 ] |
| Toronto International Film Festival                   | Canadá         | 15 de septiembre de 2024 | TIFF Variety Artisan                           | Clément Ducol y Camille                                                                           | Ganadora    | [ 89 ]        |
| Toronto International Film Festival                   | Canadá         | 15 de septiembre de 2024 | Premio de la gente                             | Emilia Pérez                                                                                      | Finalista   | [ 90 ]        |
| Washington D. C. Area Film Critics Association Awards | Estados Unidos | 8 de diciembre de 2024   | Mejor Actriz                                   | Karla Sofía Gascón                                                                                | Nominada    | [ 91 ]        |
| Washington D. C. Area Film Critics Association Awards | Estados Unidos | 8 de diciembre de 2024   | Mejor Actriz de Reparto                        | Zoe Saldaña                                                                                       | Nominada    | [ 91 ]        |
| Washington D. C. Area Film Critics Association Awards | Estados Unidos | 8 de diciembre de 2024   | Mejor Película Internacional                   | Emilia Pérez                                                                                      | Ganadora    | [ 91 ]        |
| Premios BAFTA                                         | Reino Unido    | 16 de febrero de 2025    | Mejor película                                 | Emilia Pérez                                                                                      | Nominada    | [ 91 ]        |
| Premios BAFTA                                         | Reino Unido    | 16 de febrero de 2025    | Mejor Película de habla no Inglesa             | Emilia Pérez                                                                                      | Ganadora    | [ 91 ]        |
| Premios BAFTA                                         | Reino Unido    | 16 de febrero de 2025    | Mejor Director                                 | Jacques Audiard                                                                                   | Nominado    | [ 91 ]        |
| Premios BAFTA                                         | Reino Unido    | 16 de febrero de 2025    | Mejor Guion Adaptado                           | Jacques Audiard                                                                                   | Nominado    | [ 91 ]        |
| Premios BAFTA                                         | Reino Unido    | 16 de febrero de 2025    | Mejor Actriz                                   | Karla Sofía Gascón                                                                                | Nominada    | [ 91 ]        |
| Premios BAFTA                                         | Reino Unido    | 16 de febrero de 2025    | Mejor Actriz de Reparto                        | Selena Gomez                                                                                      | Nominada    | [ 91 ]        |
| Premios BAFTA                                         | Reino Unido    | 16 de febrero de 2025    | Mejor Actriz de Reparto                        | Zoe Saldaña                                                                                       | Ganadora    | [ 91 ]        |
| Premios BAFTA                                         | Reino Unido    | 16 de febrero de 2025    | Mejor Fotografía                               | Virginie Montel                                                                                   | Nominada    | [ 91 ]        |
| Premios BAFTA                                         | Reino Unido    | 16 de febrero de 2025    | Mejor Montaje                                  | Juliette Welfling                                                                                 | Nominados   | [ 91 ]        |
| Premios BAFTA                                         | Reino Unido    | 16 de febrero de 2025    | Mejor Banda Sonora                             | Camille y Clément Ducol                                                                           | Nominados   | [ 91 ]        |
| Premios BAFTA                                         | Reino Unido    | 16 de febrero de 2025    | Mejor Peinado y Maquillaje                     | Julia Floch Carbonel, Emmanuel Janvier, Jean-Christophe Spadaccini y Romain Mariettiy             | Nominados   | [ 91 ]        |
| Premios Óscar                                         | Estados Unidos | 5 de marzo de 2025       | Mejor película                                 | Emilia Pérez                                                                                      | Nominada    | [ 91 ]        |
| Premios Óscar                                         | Estados Unidos | 5 de marzo de 2025       | Mejor Película Internacional                   | Emilia Pérez                                                                                      | Nominada    | [ 91 ]        |
| Premios Óscar                                         | Estados Unidos | 5 de marzo de 2025       | Mejor Dirección                                | Jacques Audiard                                                                                   | Nominado    | [ 91 ]        |
| Premios Óscar                                         | Estados Unidos | 5 de marzo de 2025       | Mejor Guion Adaptado                           | Jacques Audiard                                                                                   | Nominado    | [ 91 ]        |
| Premios Óscar                                         | Estados Unidos | 5 de marzo de 2025       | Mejor Actriz                                   | Karla Sofía Gascón                                                                                | Nominada    | [ 91 ]        |
| Premios Óscar                                         | Estados Unidos | 5 de marzo de 2025       | Mejor Actriz de Reparto                        | Zoe Saldaña                                                                                       | Ganadora    | [ 91 ]        |
| Premios Óscar                                         | Estados Unidos | 5 de marzo de 2025       | Mejor Banda Sonora Original                    | Clément Ducol y Camille                                                                           | Nominados   | [ 91 ]        |
| Premios Óscar                                         | Estados Unidos | 5 de marzo de 2025       | Mejor Canción Original                         | «El Mal» – Musica por Clément Ducol y Camille; letra por Clément Ducol, Camille y Jacques Audiard | Ganadores   | [ 91 ]        |
| Premios Óscar                                         | Estados Unidos | 5 de marzo de 2025       | Mejor Canción Original                         | «Mi Camino» - Música y letra de Clément Ducol y Camille                                           | Nominado    | [ 91 ]        |
| Premios Óscar                                         | Estados Unidos | 5 de marzo de 2025       | Mejor Montaje                                  | Juliette Welfling                                                                                 | Nominado    | [ 91 ]        |
| Premios Óscar                                         | Estados Unidos | 5 de marzo de 2025       | Mejor Maquillaje y Peluquería                  | Julia Floch Carbonel, Emmanuel Janvier y Jean-Christophe Spadaccini                               | Nominado    | [ 91 ]        |
| Premios Óscar                                         | Estados Unidos | 5 de marzo de 2025       | Mejor Sonido                                   | Erwan Kerzanet, Aymeric Devoldère, Maxence Dussère, Cyril Holtz y Niels Barletta                  | Nominado    | [ 91 ]        |
| Premios Óscar                                         | Estados Unidos | 5 de marzo de 2025       | Mejor Fotografía                               | Paul Guilhaume                                                                                    | Nominado    | [ 91 ]        |
| Premios Lumières                                      | Francia        | 20 de enero de 2025      | Mejor Película                                 | Emilia Pérez                                                                                      | Ganadora    | [ 92 ]        |
| Premios Lumières                                      | Francia        | 20 de enero de 2025      | Mejor Dirección                                | Jacques Audiard                                                                                   | Ganador     | [ 92 ]        |
| Premios Lumières                                      | Francia        | 20 de enero de 2025      | Mejor Actriz                                   | Karla Sofía Gascón                                                                                | Ganadora    | [ 92 ]        |
| Premios Lumières                                      | Francia        | 20 de enero de 2025      | Mejor Guion                                    | Jacques Audiard                                                                                   | Ganador     | [ 92 ]        |
| Premios Lumières                                      | Francia        | 20 de enero de 2025      | Mejor Fotografía                               | Paul Guilhaume                                                                                    | Nominado    | [ 92 ]        |
| Premios Lumières                                      | Francia        | 20 de enero de 2025      | Mejor Música                                   | Camille y Clément Ducol                                                                           | Ganadores   | [ 92 ]        |
| Premios Goya                                          | España         | 8 de febrero de 2025     | Mejor Película Europea                         | Emilia Pérez                                                                                      | Ganadora    | [ 93 ]        |
| Women Film Critics Circle Award                       | Estados Unidos | 15 de enero de 2025      | Mejor Película sobre mujeres                   | Emilia Pérez                                                                                      | Ganadora    | [ 94 ]        |
| Women Film Critics Circle Award                       | Estados Unidos | 15 de enero de 2025      | Mejor Película Extranjera sobre mujeres        | Emilia Pérez                                                                                      | Ganadora    | [ 94 ]        |
| Women Film Critics Circle Award                       | Estados Unidos | 15 de enero de 2025      | Mejor Actriz de Reparto                        | Zoe Saldaña                                                                                       | Ganadora    | [ 94 ]        |
| Women Film Critics Circle Award                       | Estados Unidos | 15 de enero de 2025      | Mejor Actriz de Reparto                        | Karla Sofía Gascón                                                                                | subcampeona | [ 94 ]        |
| Premios Satellite                                     | Estados Unidos | 26 de enero de 2025      | Mejor actriz de comedia o musical              | Karla Sofía Gascón                                                                                | Nominada    | [ 95 ]        |
| Premios Satellite                                     | Estados Unidos | 26 de enero de 2025      | Mejor Actriz de Reparto                        | Zoe Saldaña                                                                                       | Nominada    | [ 95 ]        |
| Premios Satellite                                     | Estados Unidos | 26 de enero de 2025      | Mejor Guion Adaptado                           | Jacques Audiard                                                                                   | Nominado    | [ 95 ]        |
| Premios Satellite                                     | Estados Unidos | 26 de enero de 2025      | Mejor Montaje                                  | Juliette Welfling                                                                                 | Nominada    | [ 95 ]        |
| Premios Satellite                                     | Estados Unidos | 26 de enero de 2025      | Mejor Canción Original                         | Camille y Clément Ducol («Mi Camino»)                                                             | Ganadores   | [ 95 ]        |
| Premios Satellite                                     | Estados Unidos | 26 de enero de 2025      | Mejor Canción Original                         | Camille, Clément Ducol y Jacques Audiard («El Mal»)                                               | Nominados   | [ 95 ]        |
| Premios Satellite                                     | Estados Unidos | 26 de enero de 2025      | Mejor Banda Sonora                             | Clément Ducol, Camille                                                                            | Ganadores   | [ 95 ]        |
| Premios Satellite                                     | Estados Unidos | 26 de enero de 2025      | Mejor Sonido                                   | Emilia Pérez                                                                                      | Nominada    | [ 95 ]        |
| SCAD Savannah Film Festival                           | Georgia        | 2 de noviembre de 2024   | Premio de Interpretación Distinguida           | Karla Sofía Gascón                                                                                | Ganadora    | [ 96 ]        |
| SCAD Savannah Film Festival                           | Georgia        | 2 de noviembre de 2024   | Premio de Vanguardia                           | Zoe Saldaña                                                                                       | Ganadora    | [ 97 ]        |
| Premios César                                         | Francia        | 28 de febrero de 2025    | Mejor Película                                 | Emilia Pérez                                                                                      | Ganadora    | [ 98 ]        |
| Premios César                                         | Francia        | 28 de febrero de 2025    | Mejor Dirección                                | Jacques Audiard                                                                                   | Ganador     | [ 98 ]        |
| Premios César                                         | Francia        | 28 de febrero de 2025    | Mejor Actriz                                   | Karla Sofía Gascón                                                                                | Nominada    | [ 98 ]        |
| Premios César                                         | Francia        | 28 de febrero de 2025    | Mejor Actriz                                   | Zoe Saldaña                                                                                       | Nominada    | [ 98 ]        |
| Premios César                                         | Francia        | 28 de febrero de 2025    | Mejor Guion Adaptado                           | Jacques Audiard                                                                                   | Ganador     | [ 98 ]        |
| Premios César                                         | Francia        | 28 de febrero de 2025    | Mejor Sonido                                   | Erwan Kerzanet, Aymeric Devoldère, Cyril Holtz y Niels Barletta                                   | Ganadores   | [ 98 ]        |
| Premios César                                         | Francia        | 28 de febrero de 2025    | Mejor Fotografía                               | Paul Guilhaume                                                                                    | Ganador     | [ 98 ]        |
| Premios César                                         | Francia        | 28 de febrero de 2025    | Mejor Banda Sonora                             | Camille y Clément Ducol                                                                           | Ganadores   | [ 98 ]        |
| Premios César                                         | Francia        | 28 de febrero de 2025    | Mejor Montaje                                  | Juliette Welfling                                                                                 | Nominada    | [ 98 ]        |
| Premios César                                         | Francia        | 28 de febrero de 2025    | Mejor Vestuario                                | Virginie Montel                                                                                   | Nominada    | [ 98 ]        |
| Premios César                                         | Francia        | 28 de febrero de 2025    | Mejor Decorado                                 | Emmanuelle Duplay                                                                                 | Nominada    | [ 98 ]        |
| Premios César                                         | Francia        | 28 de febrero de 2025    | Mejor Efectos Visuales                         | Cédric Fayolle                                                                                    | Ganador     | [ 98 ]        |
| Premios de la Unión de Actores                        | España         | 10 de marzo de 2025      | Mejor Actriz en Producción Internacional       | Karla Sofía Gascón                                                                                | Ganadora    | [ 77 ]        |
| Premios Sant Jordi                                    | España         | 29 de abril de 2025      | Rosa de Sant Jordi a mejor película extranjera | Emilia Pérez                                                                                      | Ganadora    | [ 99 ]        |